# Opel 14/20 PS
Der Opel 14/20 PS war ein PKW der Oberklasse, den die Adam Opel KG von 1905 bis Anfang 1908 als Nachfolger des Modells 16/18 PS baute. Dann wurde die Motorleistung etwas angehoben, sodass aus dem 14/20 PS der Opel 14/22 PS wurde, der noch bis zum Jahresende weitergebaut wurde.

## Geschichte und Technik
Durch Vergrößerung der Bohrung um 15 mm entstand aus dem Motor des 16/18 PS derjenige des 14/20 PS. Es war der Vierzylinder-Blockmotor des Vorgängers, allerdings mit 3402 cm³ Hubraum (Bohrung × Hub = 105 mm × 120 mm). Er leistete nun 20 PS (14,7 kW) bei 1400/min. Der seitengesteuerte Motor war wassergekühlt. Die Motorleistung wurde über eine Lederkonuskupplung, ein manuelles Vierganggetriebe und eine Kardanwelle an die Hinterachse weitergeleitet. Die Höchstgeschwindigkeit der Wagen lag bei 60 km/h.
Der Rahmen unterschied sich deutlich von dem des Vorgängers. Er bestand ganz aus Stahlblech und war aus U-Profilen zusammengesetzt. Die beiden Starrachsen waren an halbelliptischen Blattfedern aufgehängt. Die Betriebsbremse war als Innenbackenbremse ausgeführt, die auf die Getriebeausgangswelle wirkte. Die Handbremse wirkte auf die Trommeln an den Hinterrädern.
Verfügbar war der 14/20 PS als viersitziger Doppelphaeton oder viertürige Limousine. Mit dem billigsten Aufbau (Doppelphaeton) kostete er 11.000 RM.
Anfang 1908 wurde die Motorleistung auf 22 PS (16,2 kW) erhöht, alle anderen Werte des Modells blieben gleich. Dementsprechend wurden die Wagen nun als 14/22 PS angeboten. Ende desselben Jahres wurde auch die Fertigung dieses Modells eingestellt. Nachfolger war der 13/30 PS, der allerdings erst drei Jahre später erschien.